# Charles-Christian de Saxe
Charles-Christian de Saxe (né le 13 juillet 1733 à Dresde, décédé le 16 juin 1796 à Dresde), duc de Courlande et de Semgallen, est duc de Courlande de 1758 à 1763.
Il est le cinquième fils de Auguste III, roi de Pologne et prince-électeur de Saxe (1696-1763), et de Marie-Josèphe d'Autriche (1699-1757).

## Biographie

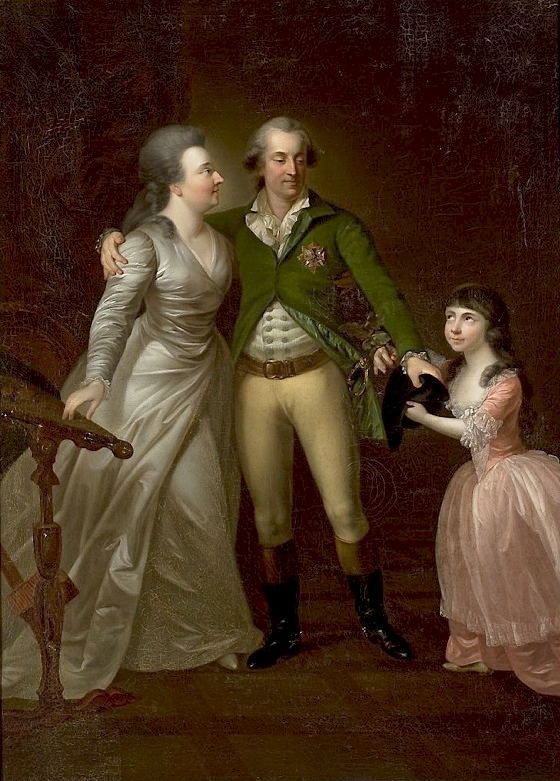
Le duc Charles-Christian et sa famille.

Membre de la Maison de Wettin, il est prince de Saxe et de Pologne. Il épouse en 1760 Franciszka Krasińska (1742-1796) dont une fille : 
- Marie-Christine de Saxe 1779-1851 qui se marie en 1797 avec Charles-Emmanuel de Savoie-Carignan, prince de Carignan 1770-1800, remariée le 10 février 1810 à Paris, avec Jules Maximilien Thibaut, prince de Montléart et marquis de Rumont (1787-1865), 1787-1865.

En 1740, le duc de Courlande Ernst Johann von Biron s'exile avec toute sa famille en Sibérie. L'éloignement ne l'empêche nullement de gouverner au travers du Conseil ducal avec l'accord tacite de la Pologne. Cette situation déplaît aux grands propriétaires terriens qui refusent d'entériner les décrets du conseil. Finalement, le roi Auguste III de Pologne prend parti pour ses derniers et décide d'imposer son fils, Charles-Christian, comme nouveau duc de Courlande. Le duché se retrouve avec simultanément deux ducs rivaux à sa tête ! La situation devient tendue, chaque camp a ses partisans. Charles-Christian parvient à se maintenir au pouvoir pendant cinq ans. C'est Catherine II de Russie, nouvelle impératrice de Russie à partir de 1762 qui ramène le calme en rappelant Ernst Johann von Biron d'exil en 1763 désavouant ainsi la Pologne et son candidat Charles-Christian. Von Biron reprend le pouvoir, mais pour apaiser les esprits, six ans plus tard il abdique en faveur de son fils Pierre en 1769.
Le duc déchu Charles-Christian retourne en Saxe, mais conserve son titre jusqu'à sa mort en 1796.